# برستون تاكر
برستون تاكر (بالإنجليزية: Preston Tucker)‏ هو مهندس ورائد أعمال أمريكي، ولد في 21 سبتمبر 1903 في ميشيغان في الولايات المتحدة، وتوفي في 26 ديسمبر 1956 في يبسيلانتي في الولايات المتحدة بسبب ذات الرئة.

## وصلات خارجية
- برستون تاكر على موقع إن إن دي بي (الإنجليزية)